# حزب سوسیال دموکرات (بریتانیا، ۱۹۸۸)
حزب سوسیال دموکرات نام حزبی سیاسی بود که در ۱۹۸۸ و پس از منحل شدن حزب سوسیال دموکرات اصلی این نام را برگزید و به حیات خود ادامه داد.
حزب سوسیال دموکرات اولیه حاصل انشعابی از راست حزب کارگر در ۱۹۸۱ بود. پس از ائتلاف انتخاباتی در چند انتخابات با حزب لیبرال نهایتا در ۱۹۸۸ حزب سوسیال دموکرات به حزب لیبرال پیوست و گروه "دموکرات‌های سوسیال و لیبرال" تشکیل شد اما رهبر سابق حزب، دیوید اوون و دو تن از مجلسیون حزب به نام‌های جان کارت‌رایت و روزی بارنس تصمیم گرفتند این حزب را با همان نام ادامه دهند.
- حزب سوسیال دموکرات (بریتانیا)